# Diandra Newlin
Diandra Newlin, (ur. 4 marca 1991 w Richmond) – amerykańska aktorka, modelka i piosenkarka.

## Wybrana filmografia
- 2009 Love at First Hiccup
- 2008 Dreamkiller
- 2007 Bench
- 2004 Mickey
- 2004 Capital City
- 2001 Kraina wiecznego szczęścia
- 2001 Pootie Tang